# تری پروتوکا
تری پروتوکا (به لاتین: Tri Protoka) یک منطقهٔ مسکونی در روسیه است که در استان آستراخان واقع شده‌است.